# Édouard V
Pour les articles homonymes, voir Édouard Plantagenêt.
Édouard V, né le 2 novembre 1470 à Westminster et mort probablement en septembre 1483 à Londres, est roi d'Angleterre pendant deux mois seulement en 1483. Avant de régner, il est comte de March et de Pembroke, duc de Cornouailles et prince de Galles.
Fils du roi Édouard IV et d'Élisabeth Woodville, il a pour frère Richard de Shrewsbury et pour sœur Élisabeth d'York, qui deviendra l'épouse du roi Henri VII Tudor.
Son court règne est dominé par l’influence de son oncle Richard, duc de Gloucester, qui lui succède sous le nom de Richard III. Édouard disparaît, ainsi que son jeune frère Richard, après avoir été enfermé (prétendument pour sa sécurité) à la Tour de Londres. On a accusé Richard III d’avoir ordonné leurs meurtres, sans que les contemporains ou les historiens puissent déterminer ce qui leur est arrivé.
Édouard V est, avec Mathilde l'Emperesse, Jeanne Grey et Édouard VIII, l’un des monarques anglais ayant régné après 1066 à n’avoir pas été couronné. Si, comme c’est probable, il est mort avant son quinzième anniversaire, il serait le souverain d’Angleterre mort le plus jeune (son petit-neveu, Édouard VI, est mort à quinze ans).

## Biographie

### Enfance
Édouard naît dans le sanctuaire de l’abbaye de Westminster, sanctuaire où sa mère a trouvé refuge pour échapper aux Lancastre qui viennent d'évincer du pouvoir son père, le roi Édouard IV d'Angleterre, pendant la guerre des Deux-Roses. En juin 1471, après la restauration de son père sur le trône, il est fait prince de Galles et assiste désormais au côté de ses parents aux cérémonies officielles.
Édouard IV conclut une alliance en 1480 avec le duc de Bretagne François II, et tous deux décident de fiancer leurs héritiers, Édouard (10 ans) et Anne (4 ans), promettant de les marier quand ils auraient atteint leur majorité. La Bretagne aurait été l’apanage de leur deuxième-né, le premier ayant été prince de Galles. Ces projets s’évanouissent avec la disparition d'Édouard V.

### Règne

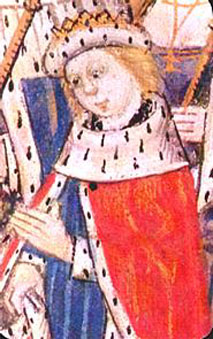
Seul portrait contemporain connu du roi Édouard V.

Son père, voulant qu'Édouard apprenne l'art de régner, l'envoie dans le château de Ludlow, près du Pays de Galles. Le prince s'y trouve quand il apprend la mort soudaine du roi. Il hérite du trône le 9 avril 1483, à 12 ans, mais il n'apprend la nouvelle de son avènement que le 14 avril. Son oncle paternel Richard de Gloucester est nommé Lord Protecteur jusqu'à son couronnement qui est prévu pour le 4 mai. Accompagné de son oncle maternel Anthony Woodville, de son demi-frère Richard Grey et du chambellan Thomas Vaughan, Édouard se dirige vers Londres. Le 29 avril, ils sont rejoints par Gloucester, qui fait arrêter Woodville, Grey et Vaughan le lendemain. Gloucester et le duc de Buckingham Henry Stafford escortent Édouard jusqu'à Londres ; Richard est nommé Lord Protecteur le 10 mai, tandis que le couronnement de son neveu est prévu le 22 juin. Pendant ce temps, la mère d'Édouard se réfugie à nouveau à Westminster, avec ses autres enfants. Pour sa propre sécurité, Édouard est installé à la Tour de Londres le 19 mai. Après négociation entre son oncle et sa mère, son frère Richard de Shrewsbury l'y rejoint le 16 juin. Gloucester repousse par la suite la date du couronnement.
L'évêque de Bath et Wells, Robert Stillington, affirme le 22 juin qu'Édouard IV a précédemment contracté une promesse de mariage secrète avec Éléonore Talbot en 1461, avant de convoler trois ans plus tard en 1464, cette fois-ci en justes noces, avec Élisabeth Woodville. Or, au moment du mariage, Éléonore est encore vivante. Le conseil de régence conclut à un cas de bigamie, invalidant le second mariage et la légitimité de tous les enfants nés de celui-ci. Édouard V et Shrewsbury sont donc déclarés illégitimes et révoqués de la succession au trône le 25 juin 1483. Gloucester s'empare le lendemain du pouvoir sous le nom de Richard III.

### Emprisonnement

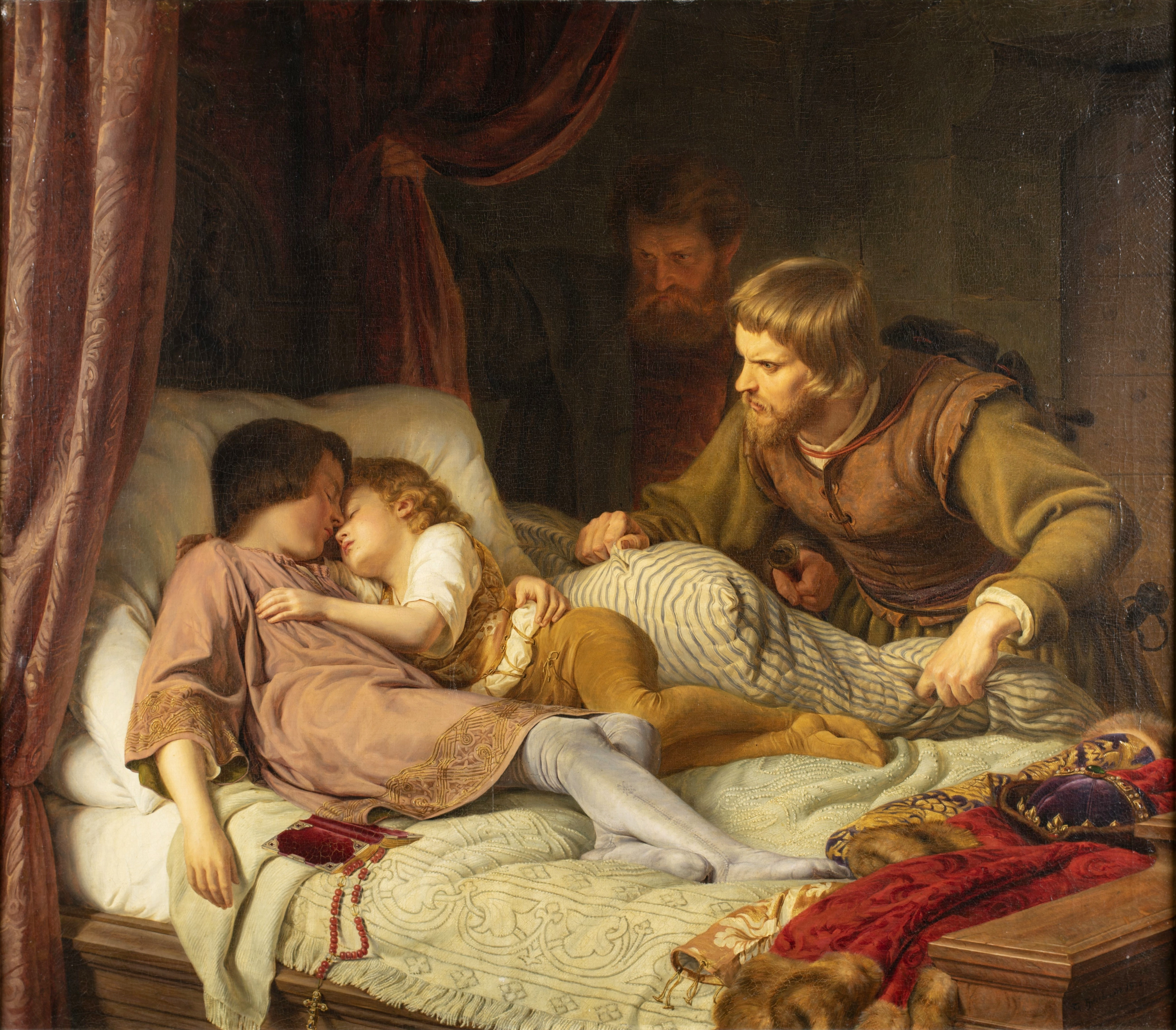
L'assassinat d'Édouard V et de son frère Richard, par Theodor Hildebrandt, 1832. Conservé au Musée national de Poznań.

Les jeunes princes Édouard et Richard n’apparaissent plus en public après avoir été emmenés à la Tour et déchus de leur légitimité. Leur destin reste un des grands mystères de l’histoire, et de nombreux livres ont été écrits sur le sujet. La thèse la plus probable est qu’ils ont été assassinés ; les principaux bénéficiaires de leur disparition sont leur oncle, le roi Richard, et Henri Tudor, prétendant lancastrien qui monte sur le trône sous le nom d'Henri VII en 1485, après avoir battu Richard et rallié la famille des disparus.
Un manuscrit rédigé en 1483 par l'ecclésiastique italien Dominique Mancini, qui a assisté à sa prise de pouvoir controversée, décrit les conditions du renversement et de l'emprisonnement du jeune roi, : en juin 1483, 6 000 des hommes en armes du futur Richard III tiennent Londres, la capitale. L'oncle du roi fait éliminer William Hastings, un ami loyal, fidèle parmi les fidèles de la Maison d'York car il sait qu'il n'acceptera jamais la destitution du jeune Édouard V. Il va donc l'éliminer en le convoquant avec d'autres à la Tour de Londres. Le sort du jeune Édouard V et de son petit frère Richard de Shrewsbury, tous deux enfermés à la Tour de Londres, est scellé. « Une fois Hastings éliminé, tout le personnel qui était au service du roi eut l’interdiction de le voir », explique Dominique Mancini. « Lui et son frère s’étaient retirés dans les appartements les plus reculés de la Tour, et jour après jour, on les vit de moins en moins derrière les fenêtres et les barreaux, jusqu’à ce qu’on ne les vît plus. Le médecin Argentine, l’une des dernières personnes dont le roi appréciait les services, rapporta que le jeune roi, telle une victime prête au sacrifice, rechercha l’expiation de ses péchés par des confessions quotidiennes et la pénitence, parce qu’il croyait que la mort le regardait en face. J’ai vu beaucoup d’hommes éclater en sanglots et en lamentations à l’évocation de son nom après sa mise à l’écart. Il y avait des soupçons qu’il avait été éliminé. Toutefois s’il a bien été éliminé, je n’ai pas encore découvert de quelle façon il l’a été ».

### Postérité
En 1502, un chevalier anglais du nom de James Tyrrell, fidèle lieutenant de Richard III, confessa avoir étouffé les deux princes sous des matelas. Mais ses aveux, obtenus sous la torture, sont sujets à caution pour les historiens.
Si les princes ont été tués, le secret a été bien gardé ; à l’inverse, on n’a aucune preuve de leur survie ou de leur exil du pays. Quand, en 1495, Perkin Warbeck affirme être le prince Richard, William Stanley (le frère cadet du beau-père du roi Henri VII, Thomas Stanley) qui, en dépit de ses sympathies yorkistes s’était opposé à Richard III en faveur d’Henri pendant la bataille de Bosworth, affirme que, si le jeune homme était vraiment le prince, il ne combattrait pas contre lui, démontrant ainsi que certains Yorkistes n’avaient pas abandonné tout espoir d’une hypothétique survie d’un des princes.
En 1674, des ouvriers qui travaillent à la Tour de Londres trouvent une boîte qui contient deux petits squelettes humains. Ils les jettent aux ordures, mais quelques jours ou quelques semaines après, quelqu’un s'avise qu'il peut s'agir des restes des princes, aussi les rassemble-t-on dans une urne, enterrée à Westminster sur l’ordre de Charles II.
En 1933, les os sont examinés puis replacés dans leur tombe sous l’abbaye. Les experts ne s’accordent pas sur l’âge que les enfants pouvaient avoir, ni si c’étaient des garçons ou des filles. Il apparaît en effet qu'un des squelettes est plus gros que l’autre, et beaucoup d’os manquent, y compris une partie de la mâchoire du plus petit et les dents du plus grand. L’Église d'Angleterre refuse encore aujourd'hui les analyses ADN.

### Famille

Arbre généalogique simplifié d'Édouard V.